# The Rolling Stones 4th European Tour 1965
Szesnasta w historii i dziewiąta z jedenastu tras odbytych w 1965 roku przez grupę The Rolling Stones.

## The Rolling Stones
- Mick Jagger – wokal prowadzący, harmonijka
- Keith Richards – gitara, wokal wspierający
- Brian Jones – gitara, harmonijka, wokal wspierający
- Bill Wyman – gitara basowa, wokal wspierający
- Charlie Watts – perkusja, instrumenty perkusyjne

## Lista koncertów
| Data                        | Miasto    | Kraj             | Miejsce           |
| --------------------------- | --------- | ---------------- | ----------------- |
| 11 września 1965 2 koncerty | Muenster  | Niemcy Zachodnie | Halle Münsterland |
| 12 września 1965 2 koncerty | Essen     | Niemcy Zachodnie | Grugahalle        |
| 13 września 1965 2 koncerty | Hamburg   | Niemcy Zachodnie | Ernst-Merck-Halle |
| 14 września 1965 2 koncerty | Monachium | Niemcy Zachodnie | Zirkus Krone-Bau  |
| 15 września 1965            | Berlin    | Niemcy Zachodnie | Waldbühne         |
| 17 września 1965            | Wiedeń    | Austria          | Wiener Stadthalle |